# فورت إيري (أونتاريو)
فورت إيري، أونتاريو (بالإنجليزية: Fort Erie)‏ هي مدينة كندية تقع في مقاطعة أونتاريو. تبلغ مساحة هذه المدينة 166.3529 (كم²)، ويبلغ عدد سكانها 29925 نسمة حسب إحصاء سنة 2006 م، بينما كان يسكنها 28143 نسمة في سنة 2001 م. تحتل هذه المدينة المرتبة رقم 136 بين مدن كندا حسب عدد السكان والمرتبة رقم 55 في المقاطعة. نما عدد السكان في هذه المدينة بنسبة (6.3) بين العامين المذكورين.

## أعلام
- اريك جاي ميلر
- توم ريد
- جيريمي راي
- بول جاردنر
- بوب وونغ

## وصلات خارجية
- الأطلس الحكومي لكندا
- إحصاءات كندا مع ساعة تعداد السكان